# Hyperolius atrigularis
Hyperolius atrigularis är en groddjursart som beskrevs av Laurent 1941. Hyperolius atrigularis ingår i släktet Hyperolius och familjen gräsgrodor. IUCN kategoriserar arten globalt som otillräckligt studerad. Inga underarter finns listade i Catalogue of Life.